# نووا وس ناد نیسوو
نووا وس ناد نیسوو (به چکی: Nová Ves nad Nisou) یک منطقهٔ مسکونی در جمهوری چک است که در ناحیه یابلونتس ناد نیسوو واقع شده‌است.